# قطعنامه ۲۰۵۹ شورای امنیت
قطعنامهٔ ۲۰۵۹ شورای امنیت سازمان ملل متحد سندی بین‌المللی دربارهٔ تمدید مأموریت ناظران سازمان ملل متحد در سوریه است. این قطعنامه طی نشست شورای امنیت سازمان ملل متحد در تاریخ ۲۰ ژوئیه ۲۰۱۲ میلادی با ۱۵ رأی موافق، ۰ مخالف و ۰ ممتنع به تصویب رسید.